# فاليز
فاليز هي بلدة في إقليم كالفادو، في منطقة باس نورماندي (بالفرنسية: Basse-Normandie)‏ في نورماندي، شمال غرب فرنسا. عدد سكانها 8000-9000 نسمة (1999).
شهدت تلك البلدة أحد معارك الحرب العالمية الثانية الشهيرة، وهي جيب فاليز، وكانت أحد المعارك التي حددت مصير الحرب بانتصار الحلفاء على ألمانيا النازية خلال حملة نورماندي.
كما ولد فيها ملك إنجلترا ويليام الفاتح عام 1028م والذي أصبح دوق نورماندي.

## توأمة
لفاليز اتفاقيات توأمة مع كل من:
- باد نوياشتات آن در زاله
- كاسينو

## أعلام
- سيدريك هينبارت
- ويليام الفاتح
- فريدريك دي لافرسناي
- بولين رولاند